# مویزس پانیاگوا
مویزس پانیاگوا (انگلیسی: Moisés Paniagua؛ زادهٔ ۱۶ اوت ۲۰۰۷) بازیکن فوتبال اهل بولیوی است که در حال حاضر برای باشگاه فوتبال آلویز ردی بازی می‌کند.
وی همچنین در تیم ملی فوتبال زیر ۱۷ سال بولیوی بازی کرده است.

## زندگی شخصی
مویزس پانیاگوا در تاریخا به دنیا آمد او برادر کوچک‌تر فوتبالیست حرفه‌ای دیگر، امانوئل پانیاگوا است که او نیز برای آلویز ردی بازی می‌کند. این دو در سنین پایین به فوتبال علاقه‌مند شدند و در زمین فوتسال «لوس مینروس» در محله فاطیما در تاریجا بازی کردند.

### باشگاه فوتبال آلویز ردی
پس از عملکردهای چشمگیر در مسابقات قهرمانی ملی زیر ۱۶ سال در مه ۲۰۲۲، مویزس پانیاگوا توسط تیم حرفه‌ای استعدادیابی آلویز ردی شناسایی شد. او در نیمه دوم فصل ۲۰۲۲ به این باشگاه پیوست و همراه با برادرش بازی کرد. در ۱۹ اکتبر ۲۰۲۲، او به جوان‌ترین بازیکنی تبدیل شد که در لیگ دسته اول فوتبال بولیوی گلزنی کرده و تنها گل را در اولین بازی خود در پیروزی ۱–۰ برابر باشگاه فوتبال رویال پاری به ثمر رساند. بیست و چهار ساعت پس از اولین بازی حرفه‌ای خود، او در پیروزی تیم ذخیره آلویز ردی برابر همان حریف شرکت کرد که این باشگاه مستقر در لاپاز با نتیجه ۵–۲ پیروز شد و مویزس پانیاگوا دو گل به ثمر رساند.
به دلیل ناآرامی‌های مدنی در شهرستان سانتا کروز، فدراسیون فوتبال بولیوی فصل ۲۰۲۲ لیگ برتر بولیوی را پیش از موعد به پایان رساند و مویزس پانیاگوا باید تا سال بعد منتظر می‌ماند تا دوباره برای آلویز ردی بازی کند. در دومین حضورش برای باشگاه، او گل چهارم را در پیروزی ۵–۰ برابر باشگاه فوتبال لیبرتا گران ماموره به ثمر رساند. او در جام لیبرتادورس به میدان رفت و سپس به اکوادور سفر کرد تا نماینده بولیوی در قهرمانی زیر ۱۷ سال آمریکای جنوبی ۲۰۲۳ باشد. پس از شروع چشمگیرش در کارنامه، او با انتقال به اروپا مرتبط شد و رئیس باشگاه، آندرس کاستا، اعلام کرد که «پیشنهادهای مشخصی» دریافت شده است.

## دوران ملی
مویزس پانیاگوا برای اولین بار در مه ۲۰۲۲ به تیم ملی زیر ۱۷ سال بولیوی دعوت شد. در قهرمانی زیر ۱۷ سال آمریکای جنوبی ۲۰۲۳، او در پیروزی ۲–۱ برابر پرو گلزنی کرد و همچنین برای گل برنده، به برایان ممانی پاس گل داد.